# Jim Broadbent
Pour les articles homonymes, voir Broadbent.
Jim Broadbent est un acteur britannique, né le 24 mai 1949 à Holton cum Beckering dans le Lincolnshire.
Il a remporté l'Oscar du meilleur acteur dans un second rôle en 2002 pour son interprétation de l'écrivain et critique littéraire John Bayley dans Iris.

## Biographie
Jim Broadbent est né le 24 mai 1949 à Holton cum Beckering en Angleterre, de Doreen Findlay, une sculptrice, et de Roy Laverick Broadbent, un artiste, designer d'intérieur, qui avait créé un théâtre – qui portait d'ailleurs son nom – dans une ancienne église méthodiste. Il avait une sœur jumelle, morte à la naissance.
Ses deux parents étaient tous deux acteurs amateurs et avaient fondé une troupe d'acteurs. Jim Broadbent a suivi sa scolarité à la Leighton Park School, une école quaker à Reading, puis dans un collège avant d'aller à l'Académie d'Art dramatique et de Musique de Londres.
Sa première apparition au théâtre date de 1976, où il participe à la création d'une pièce de Ken Campbell : Illuminatus, pièce très moderne dans sa durée de près de 12 heures. Il tourne ses premiers films à la fin des années 1970 mais sa carrière va réellement décoller dans les années 2000 avec la Coupe Volpi du meilleur acteur reçue à la Venise en 1999 pour Topsy-Turvy de Mike Leigh et surtout l'Oscar du meilleur second rôle, gagné en 2002 pour Iris de Richard Eyre. Il enchaîne alors les grosses productions au succès planétaire comme Moulin Rouge de Baz Luhrmann, Le Journal de Bridget Jones de Sharon Maguire et Le Monde de Narnia : Le Lion, la Sorcière blanche et l'Armoire magique d'Andrew Adamson. En 2009, il rejoint le casting de Harry Potter et le Prince de sang-mêlé et en 2010 celui de Harry Potter et les Reliques de la Mort de David Yates, où il interprète Horace Slughorn, professeur de potions à la retraite détenant un secret très important. Début 2012, on peut le voir à l'affiche du film La Dame de fer aux côtés de Meryl Streep où il interprète de rôle de l'époux de Margaret Thatcher, Denis Thatcher. En 2014, il retrouvera Julie Walters (jouant Molly Weasley dans la saga Harry Potter) pour le film Paddington, puis David Yates (réalisateur des derniers volets de la saga) sur le tournage de Tarzan en 2016.
En 2016, il intègre également le casting de la saison 7 de la série à succès Game of Thrones.
Il est marié au peintre Anastasia Lewis.

## Filmographie

### Cinéma
- 1980 : Breaking Glass : l'employé de gare
- 1980 : Les Chiens de guerre : un de membre de l'équipe du film
- 1981 : Bandits, bandits : Compere
- 1985 : The Good Father : Roger Miles
- 1985 : Brazil : Dr. Jaffe
- 1987 : Superman 4 : Jean Pierre Dubois
- 1989 : Erik le Viking : Ernest le Viking, un violeur
- 1990 : Life Is Sweet : Andy
- 1992 : Avril enchanté (Enchanted April) : Frederick Arbuthnot
- 1992 : The Crying Game : Col
- 1993 : Detectives on the Edge of a Nervous Breakdown : ?
- 1994 : Coups de feu sur Broadway : Warner Purcell
- 1994 : Parfum de scandale (Widows' Peak) : Con Clancy, dentiste de Kilshannon
- 1994 : Princesse Caraboo M. Worrall
- 1995 : Richard III : le Duc de Buckingham
- 1997 : Le Petit Monde des Borrowers : Pod Clock
- 1997 : Smilla's Sense of Snow : Dr. Lagermann
- 1998 : Chapeau melon et bottes de cuir : Mère-Grand
- 1998 : Little Voice : M. Boo
- 1999 : Topsy-Turvy : W. S. Gilbert
- 2001 : Le Journal de Bridget Jones : le père de Bridget
- 2001 : Moulin Rouge :  Harold Zidler
- 2001 : Iris : John Bayley
- 2002 : Gangs of New York : Boss Tweed
- 2003 : Bright Young Things : le Major
- 2004 : Le Tour du monde en quatre-vingts jours (Around the World in 80 Days), de Frank Coraci : Lord Kelvin
- 2004 : Vanity Fair : La Foire aux vanités : 	M. Osborne
- 2004 : Vera Drake : le juge
- 2004 : Bridget Jones : L'Âge de raison : le père de Bridget
- 2005 : Le Monde de Narnia : Le Lion, la Sorcière blanche et l'Armoire magique : Professeur Kirke
- 2006 : Art School Confidential : Jimmy
- 2007 : Hot Fuzz : Frank Butterman
- 2007 : And When Did You Last See Your Father? d'Anand Tucker
- 2008 : Cœur d'encre : Feneglio
- 2008 : Indiana Jones et le Royaume du crâne de cristal : Doyen Charles Stanforth
- 2009 : Harry Potter et le Prince de sang-mêlé : Horace Slughorn
- 2009 : Victoria : Les Jeunes Années d'une reine de Jean-Marc Vallée : Roi William
- 2009 : Perrier's Bounty de Ian Fitzgibbon : Jim McCrea
- 2010 : Another Year de Mike Leigh : Tom
- 2010 : Animaux et Cie (Animals United) de Reinhard Klooss et Holger Tappe : Winston
- 2011 : Harry Potter et les Reliques de la Mort partie 2 : Horace Slughorn
- 2011 : La Dame de fer : Denis Thatcher
- 2012 : Cloud Atlas : Capitaine Molyneux, Vyvyan Ayrs, Timothy Cavendish, un musicien coréen, un Prescient
- 2013 : Un week-end à Paris de Roger Michell : Nick Burrows
- 2013 : Ordure ! (Filth) de Jon S. Baird
- 2014 : Big Game de Jalmari Helander
- 2014 : Paddington de Paul King : M. Gruber
- 2015 : The Lady in the Van de Nicholas Hytner : Underwood
- 2016 : Tarzan de David Yates : Le Premier Ministre
- 2016 : Ethel et Ernest : voix de Ernest
- 2016 : Bridget Jones Baby de Sharon Maguire : le père de Bridget
- 2017 : À l'heure des souvenirs (The Sense of an Ending) de Ritesh Batra : Anthony Webster
- 2017 : Paddington 2 de Paul King : M. Gruber
- 2017 : Mary et la Fleur de sorcière (Mary and the Witch's Flower) de Hiromasa Yonebayashi : Docteur Dee
- 2018 : The Renegade (Black '47) de Lance Daly : Lord Kilmichael
- 2018 : Gentlemen cambrioleurs (King of Thieves) de James Marsh : Terry Perkins
- 2019 : Le Voyage du Docteur Dolittle (Dolittle) de Stephen Gaghan : Lord Thomas Badgley
- 2020 : The Duke de Roger Michell : Kempton Bunton
- 2020 : Six Minutes to Midnight de Andy Goddard : Charlie
- 2021 : Un garçon nommé Noël (A Boy Called Christmas) de Gil Kenan : le Roi
- 2023 : L'Improbable Voyage d'Harold Fry (The Unlikely Pilgrimage of Harold Fry) : Harold Fry
- 2024 : Paddington au Pérou (Paddington in Peru) de Dougal Wilson : Samuel Gruber
- 2025 : Bridget Jones : Folle de lui (Bridget Jones: Mad About the Boy) de Michael Morris

### Télévision
- 1982 : Birth Of A Nation : Geoff Figg
- 1983 : Blackadder: Don Speekingleesh, The Interpreter
- 1988 : Blackadder's Christmas Carol : Prince Albert
- 1999 :  Doctor Who and the Curse of The Fatal Death : Le 1reDocteur
- 2002 : The Gathering Storm : Desmond Morton
- 2004 : Le Clan des rois : Eddie (voix)
- 2006 : Longford : Frank Pakenham, Lord Longford
- 2008 : Einstein et Eddington : Sir Oliver Lodge, physicien britannique
- 2015 : London Spy : Scottie
- 2016 : Guerre et Paix (War & Peace) : Prince Nikolai Bolkonsky
- 2017 : Game of Thrones : Archimestre Marwyn
- 2022 : Staged : lui-même

### Doublage
- 2002 : La Barbe du roi de Tony Collingwood
- 2005 : Pollux : Le Manège enchanté : Brian (voix)
- 2005 : Robots : Madame Gasket (voix)
- 2005 : Vaillant, pigeon de combat ! : Sergent Mortimer Monty (voix)
- 2014 : Astérix : Le Domaine des dieux d' Alexandre Astier : Jules César (version anglaise 2016)

## Distinctions
- Mostra de Venise 1999 : Coupe Volpi du meilleur acteur pour Topsy-Turvy
- Oscars du cinéma 2002 : Meilleur second rôle masculin pour Iris
- Golden Globes 2002 : Meilleur second rôle masculin pour Iris
- BAFTA 2002 : Meilleur second rôle masculin pour Moulin Rouge
- Festival international du film de Saint-Sébastien 2013 : Coquille d'argent du meilleur acteur pour Un week-end à Paris

## Voix francophones
En France, Jean-Claude Donda est la voix française régulière de Jim Broadbent. Auparavant, Claude Lévèque l'a doublé à quatre occasions.
| - Jean-Claude Donda dans : - Harry Potter et les Reliques de la Mort, partie 2 - Cloud Atlas - Closed Circuit - Paddington - Guerre et Paix (série télévisée) - Get Santa - Eddie the Eagle - Tarzan - Paddington 2 - Gentlemen cambrioleurs - Le Voyage du Docteur Dolittle - Paddington au Pérou - Claude Lévèque dans : - Le Journal de Bridget Jones - Bridget Jones : L'Âge de raison - Art School Confidential - Another Year - Philippe Catoire dans : - Gangs of New York - Big Game - Un garçon nommé Noël - Bernard Dhéran (*1926 - 2013) dans : - Le Tour du monde en quatre-vingts jours - Indiana Jones et le Royaume du crâne de cristal - Jacques Frantz (*1947 - 2021) dans : - Moulin Rouge - Nicholas Nickleby - Jean Barney dans : - Vanity Fair : La Foire aux vanités - My Lady Jane (en) (série télévisée) | - Roger Carel (*1927 - 2020) dans : - Robots (voix) - Harry Potter et le Prince de sang-mêlé Et aussi - Jacques Thébault (*1924 - 2015) dans Bandits, bandits - William Sabatier (*1923 - 2019) dans Brazil - Edgar Givry dans Superman 4 - Henri Poirier (*1932 - 2005) dans L'Agent secret - Patrick Préjean dans Le Petit Monde des Borrowers - Yves Barsacq (*1931 - 2015) dans Chapeau melon et bottes de cuir - Michel Voletti dans Little Voice - Michel Ruhl (*1934 - 2022) dans Le Monde de Narnia : Le Lion, la Sorcière blanche et l'Armoire magique - Jean-Pierre Moulin dans Hot Fuzz - Guy Chapellier dans Cœur d'encre - Jean Lescot (*1938 - 2015) dans Victoria : Les Jeunes Années d'une reine - Philippe Laudenbach dans La Dame de fer - Philippe Ariotti dans London Spy (mini-série) - Achille Orsoni (*1952 - 2019) dans Brooklyn - Jo Doumerg (*1941 - 2010) dans La Barbe du roi (voix) - Dany Boon dans Pollux : Le Manège enchanté (voix) - Michel Hinderyckx dans The Duke - Daniel Nicodème dans L'Improbable Voyage d'Harold Fry |